# Contea di Lac qui Parle
La contea di Lac qui Parle in inglese Lac qui Parle County è una contea dello Stato del Minnesota, negli Stati Uniti. La popolazione al censimento del 2000 era di 8 067 abitanti. Il capoluogo di contea è Madison